# Трофимовка (Тамбовская область)
Трофимовка — деревня в Кирсановском районе Тамбовской области России. Входит в состав Ковыльского сельсовета.

## География
Деревня находится в восточной части Тамбовской области, в лесостепной зоне, в пределах Окско-Донской равнины, вблизи истока реки Малый Ломовис, на расстоянии примерно 27 километров (по прямой) к западу от города Кирсанова, административного центра района.
Часовой пояс
Деревня Трофимовка, как и вся Тамбовская область, находится в часовой зоне МСК (московское время). Смещение применяемого времени относительно UTC составляет +3:00.

## История
По данным 1926 года имелось 12 хозяйств и проживало 54 человека (28 мужчин и 26 женщин). В административном отношении деревня входила в состав Иноковской волости Кирсановского уезда Тамбовской губернии.

## Население
| 2010 |
| ---- |
| 31   |

Половой состав
По данным Всероссийской переписи населения 2010 года в гендерной структуре населения мужчины составляли 61,3 %, женщины — соответственно 38,7 %.
Национальный состав
Согласно результатам переписи 2002 года, в национальной структуре населения русские составляли 100 % из 63 чел.

## Улицы
Уличная сеть деревни состоит из трёх улиц.